# Claude Parisot
Pour les articles homonymes, voir Parisot.
Originaire d'une famille d'organiers d'Étain, dans la Meuse, Claude Parisot (ou Parizot) est né vers 1704. Il apprit son art d'abord du facteur lorrain Christophe Moucherel, puis, en 1727, chez Louis-Alexandre et Jean-Baptiste Clicquot à Paris. Il mourut à Étain le 3 mars 1784.
Henri Parisot, le neveu de Claude, prit sa suite en construisant ou réparant de nombreux instruments en Basse Normandie et dans le Maine.

## Réalisations

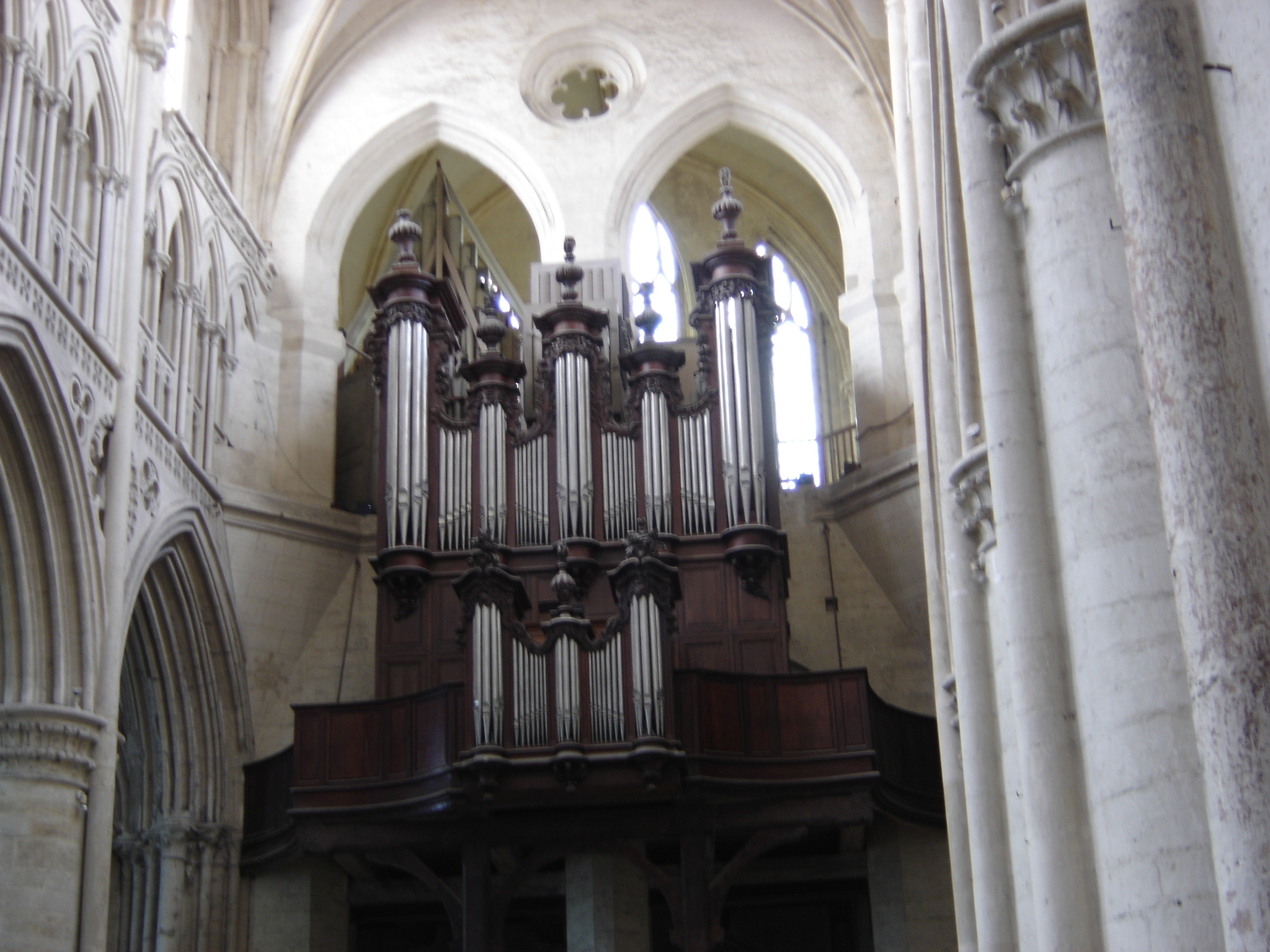
Cathédrale de Sées

À partir de 1735, Claude Parisot construisit de nombreux orgues dans le nord et l'ouest de la France :
- 1739 église St Rémy de Dieppe, classé Monument Historique[1], à l'origine 38 jeux sur quatre claviers et pédalier, restauré par Jean-François Dupont en 1992 et actuellement utilisé par l'école nationale de musique (nombreux enregistrements dans le commerce);
- 1741 abbatiale St Martin (prémontrés) de Mondaye (près de Bayeux), classé Monument Historique[2];
- 1743 cathédrale Notre-Dame de Sées, classé Monument Historique[3];
- 1747 église paroissiale Notre-Dame de Guibray Falaise, classé Monument Historique[4];
- abbaye prémontrée de Séry-aux-Prés (Somme);
- église du Saint-Sépulcre à Abbeville;
- Abbaye d'Ardenne prémontrée (près de Caen);
- couvent des Jacobins de Caen (détruit à la Révolution);
- Abbaye de Saint-André-de-Gouffern cistercienne (près de Falaise).
- Abbaye de Fontaine-Daniel (adjugé à la Révolution) (près de Mayenne);